# Richard Cordery
Pour les articles homonymes, voir Cordery.
Richard Cordery est un acteur britannique.

## Filmographie

### Cinéma
- 1971 : Up Pompeii : le centurion
- 1989 : The Loss Adjuster
- 1992 : Lorenzo (Lorenzo's Oil) de George Miller : le manager de Suddaby
- 2009 : 1939 : Vet
- 2012 : Les Misérables : Duc de Raguse
- 2012 : Il était temps : Oncle D
- 2014 : Mr. Turner : l'invité du dîner
- 2014 : Madame Bovary : L'Abbé Bournisien
- 2014 : Breaking the Bank : Bournville
- 2014 : Brillance : William Trudeau
- 2017 : The Wife de Björn Runge

### Télévision
- 1978 : Life of Shakespeare : Henry Condell (6 épisodes)
- 1980 : The Merry Wives of Windsor : Sire Hugh Evans
- 1980 : Holding the Fort : Major Jeremy Dexter (1 épisode)
- 1984 : Goodbye, Mr. Chips : Chatteris
- 1986 : First Among Equals : Miles Thompson (1 épisode)
- 1986 : London's Burning: The Movie : le registreur
- 1987-2000 : The Bill : plusieurs personnages (6 épisodes)
- 1988 : The Comic Strip Presents... : le lecteur du journal (1 épisode)
- 1988 : Rumpole of the Bailey : Marcus Griffin (1 épisode)
- 1989 : Somewhere to Run : l'avocat
- 1991 : Boon : Patrick Dunn (1 épisode)
- 1992 : Covington Cross : le chef du village (1 épisode)
- 1992 : Get Back : M. Kite (1 épisode)
- 1992-1994 : Love Hurts : Malcolm Litoff (15 épisodes)
- 1994 : Chef! : le plongeur (1 épisode)
- 1995 : Shine on Harvey Moon : le conseiller Conroy (1 épisode)
- 1995 : Castles : Père Nick (1 épisode)
- 1995 : Backup : Dan Romilley (1 épisode)
- 1995 : Just William : Ralph (1 épisode)
- 1996 : Bugs : Croll (1 épisode)
- 1997 : Plotlands : Charles Foster
- 1997 : The Jasper Carrott Trial : le Q.C. (2 épisodes)
- 1997 : Q.E.D. : Walter Brooks (1 épisode)
- 1997 : Casualty : Andrew (1 épisode)
- 1998 : Kavanagh : Eric Rawlings (1 épisode)
- 1999 : Unfinished Business : George Halliday (2 épisodes)
- 2001 : Shades : Stuart MacIntyre (1 épisode)
- 2002 : The Falklands Play : Tom Enders
- 2003 : Absolute Power : York (1 épisode)
- 2004-2011 : Doctors : Howard Woodman, Oswald Browning et Orlando Fletcher (3 épisodes)
- 2004-2014 : Inspecteur Barnaby : Atticus Bradley, Morris Bingham et Dr John Cole (3 épisodes)
- 2009 : The Green Green Grass : l'expert en antiquités (1 épisode)
- 2011 : The Reckoning : James Sturridge (1 épisode)
- 2011 : Garrow's Law : Sire Sampson Wright (1 épisode)
- 2012 : Eternal Law : Le Juge (1 épisode)
- 2012 : Retour à Whitechapel : George Collier (2 épisodes)
- 2013 : Doc Martin (en) : Dennis Dodds (1 épisode)
- 2014 : Inside No. 9 : Nick (1 épisode)
- 2015 : Un amour de tortue : M. Pringle